# Гармент
Гармент (также «Центр моды», «Район одежды»; англ. Garment District, англ. Garment Center, англ. Fashion District) — район Манхэттена в Нью-Йорке между Пятой и Девятой авеню. Свое наименование район получил благодаря высокой концентрации бутиков, магазинов одежды и центров моды. Уже к началу XX-го века район прославился своим производством и дизайном одежды в США и за их пределами.
На территории района, площадь которого не превышает одной квадратной мили, сосредоточено множество выставочных залов и магазинов крупных модных брендов одежды. Бо́льшая часть из них ориентирована на оптовые продажи. Район имеет высокую концентрацию молодых талантов в мировом масштабе.

## Роль в моде
На сегодня Нью-Йорк является столицей моды в США. Доходы от промышленности составляют $14 млрд. Большинство крупных дизайнеров городской моды представляют свои работы в выставочных залах. А зрители и покупатели приобретают одежду оптом. Такая система не существует в других городах, где развит бизнес моды, например, в Париже.
Гармент является домом для ряда известных дизайнеров, которые имеют собственные выставочные залы и ателье. Здесь молодые таланты получают шанс стать знаменитыми. Свои выставочные залы, офисы и производственные центры здесь имеют многие брендовые марки, такие как Carolina Herrera, Oscar de la Renta, Calvin Klein, Donna Karan, Liz Claiborne и Nicole Miller.
Изначально район был известен исключительно своей текстильной промышленностью. Глобальные тенденции изменили индустрию моды и швейную функцию округа. За последние 50 лет количество местных производителей интенсивно сокращается и вытесняется иностранными компаниями, благодаря более низкой цене. Сейчас они играют доминирующую роль в производстве одежды в этом квартале. Несмотря на это, оставшиеся отечественные компании продолжают оказывать сильное влияние на отрасль. Спад в области обрабатывающей промышленности оказался серьёзной проблемой для одежного района в центре Манхэттена. В 1987 году для сохранения промышленности был создан «Специальный одежный центр района» (SGCD), который должен был зонировать площади района в попытке сохранить производство и арендную плату доступной. Однако это не увенчалось успехом, и на сегодня производство в районе продолжает сокращаться.

## История

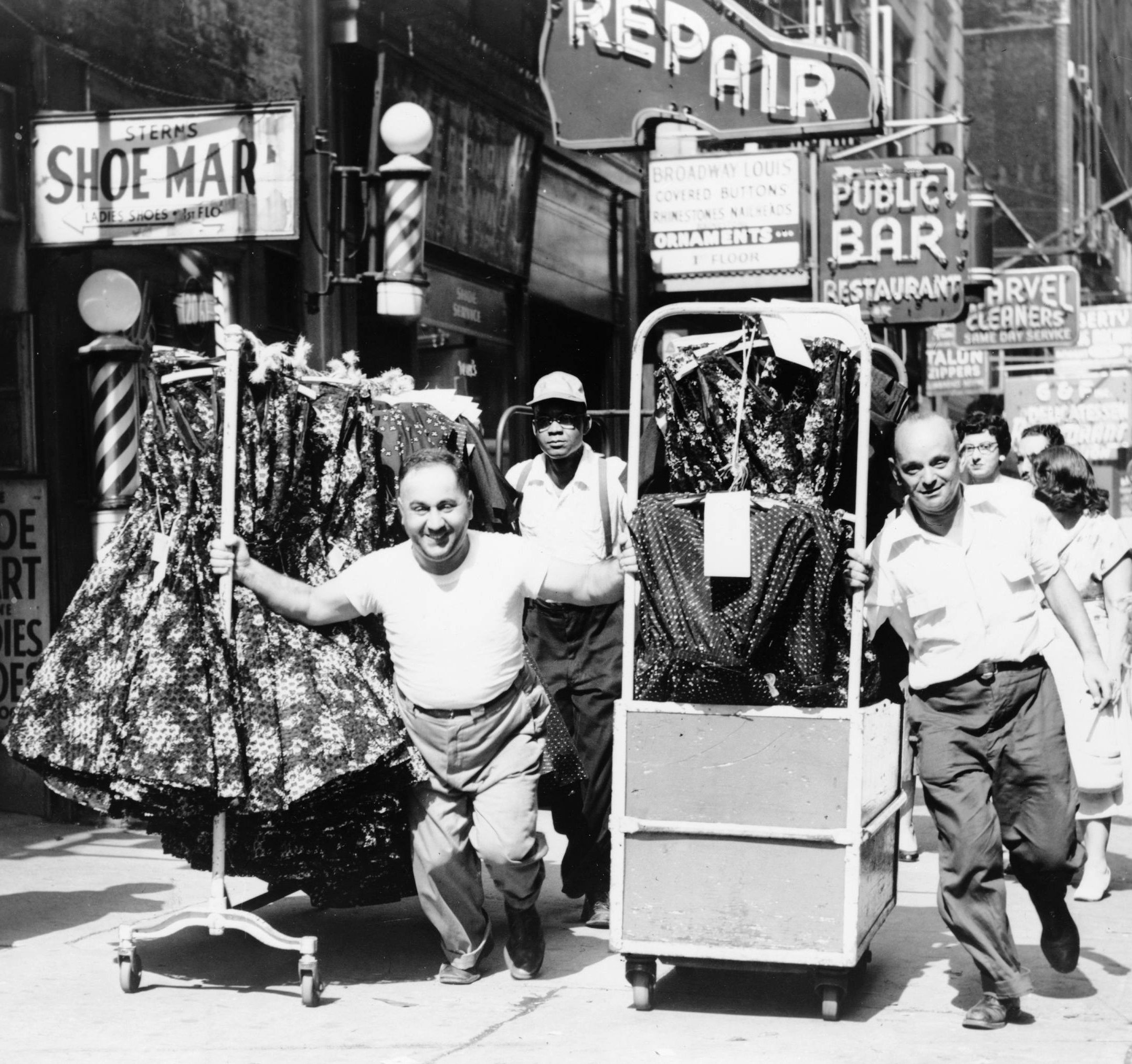
Мужчина везёт одежду на продажу, 1955 год

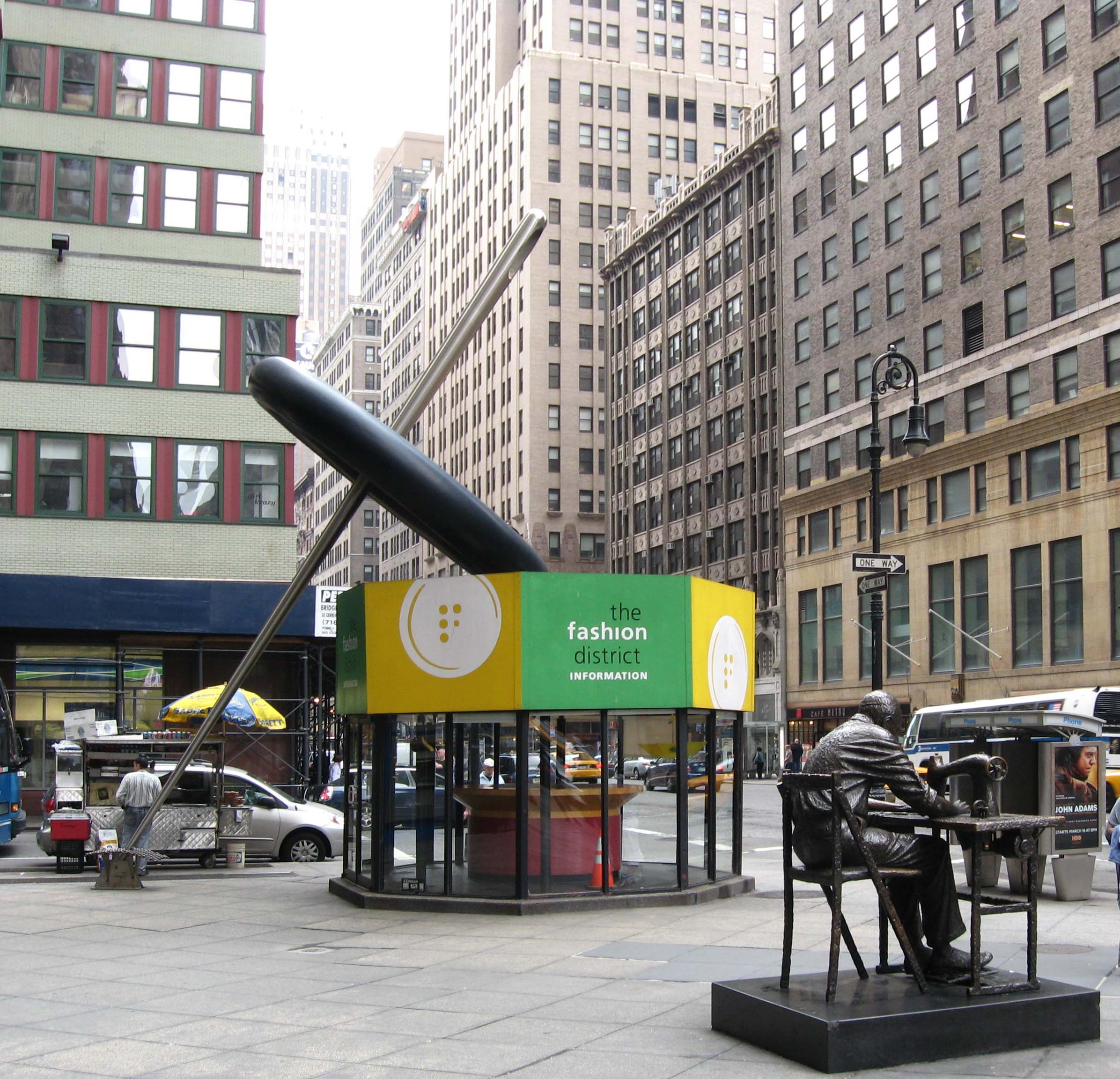
Скульптура «Игла в пуговице» и памятник портному (The Garment Worker)

Изначально Нью-Йорк предполагалось сделать центром швейной промышленности, где одежду шили бы для чёрных рабов, работавших на хлопковых плантациях на юге. Для их хозяев было выгоднее закупать одежду за границей, нежели делать её самим. Помимо одежды для рабов, шили костюмы для моряков, золотоискателей и первопроходцев Дикого Запада. До середины XIX века большинство американцев шили себе одежду вручную и лишь более состоятельные граждане могли позволить себе покупать готовую продукцию. Однако в 1820-е годы швейный рынок начал интенсивно развиваться, всё больше швейных изделий хорошего качества были доступны и производились для большого рынка. Всё это началось с изобретением швейной машины в 1850-х.
Во время гражданской войны необходимость производить военную форму для более 1000 солдат сильно помогли дальнейшему расширению и совершенствованию швейной промышленности. К концу 1860-х большинство американцев уже покупали готовую продукцию, а не шили сами.
Женщины были основной рабочей силой в швейной промышленности до 1840 года. Однако к 1880 году мужчины заняли большинство вакансий, ранее занимаемых женщинами, из-за массовой миграции мужчин еврейского происхождения из Польши и России. Многие из них были портными, которые приспосабливались к машинному производству. Весомую роль в развитии швейной промышленности играли иммигранты из Германии и Центральной Европы, прибывшие в XIX веке, а также восточноевропейские, прибывшие в начале XX века. Русские евреи набирали рабочих из своих родных городов и разбивали производство на задачи, которые могли выполнять менее квалифицированные сотрудники. В 1917 году Абрахам Кахан приписывал этим иммигрантам создание американского стиля: «Иностранцы сами, в основном даже не говорящие по-английски, американизировали систему обеспечения одеждой американцев, имевших умеренный или скромный доход. Средняя американка — самая хорошо одетая женщина в мире, и русский еврей имел большое отношение к тому, чтобы сделать её такой».
Большое число различных национальностей среди швейных рабочих поначалу препятствовало созданию объединяющей профессиональной организации. До 1880 года большинство работников швейной промышленности не проявляли интереса к профсоюзам, за исключением раскройщиков, которые имели более высокую квалификацию. Однако рост числе евреев в отрасли способствовали образованию профсоюзов.
При достаточном количестве дешёвой рабочей силы и устоявшейся распределительной сети Нью-Йорк начал удовлетворять высокий спрос на одежду. В 1870-е годы производство одежды в Нью-Йорке увеличилось в шесть раз. К 1880 году Нью-Йорк произвел больше одежды, чем четыре его ближайших города-конкурента. К 1900 году швейная промышленность выросла в 3 раза и стала второй по величине отраслью после производства сахара. Роль Нью-Йорка как культурного центра США и постоянное обеспечение меняющегося спроса и новых стилей позволил успешно в дальнейшем развиваться индустрии моды и стать городу её центром. По данным на 1910 год, 70% женской одежды и 40% мужской производились именно в Нью-Йорке.

## Упадок промышленности

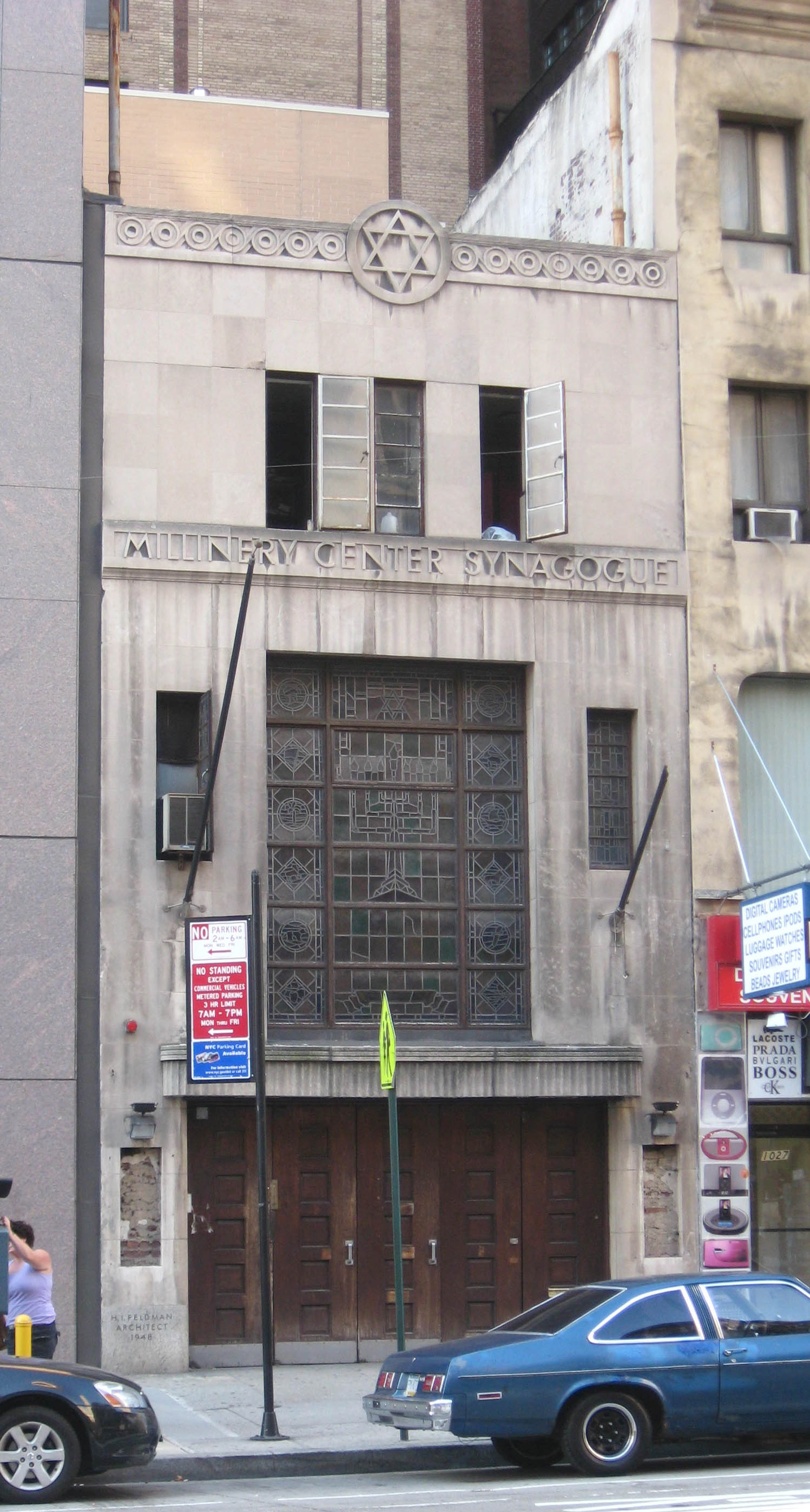
Старая синагога дамских портных в Гармент дистрикт

Дешёвая заграничная продукция отрицательно повлияла на Нью-Йоркскую отрасль за последние десятки лет. Это вынудило многих дизайнеров покинуть город и уехать за границу.
Чапльс Багли в новостях New York Times пишет: «Некоторые городские чиновники и лидеры отрасли опасаются, что если производство исчезнет, многие дизайнеры, которые приносят большие доходы и славу, уедут за границу. А Нью-Йорк будет забыт как бывший мировой центр моды, отдав первенство Парижу и Милану. К тому же уже сейчас, благодаря Неделям моды, они в сентябре и феврале привлекают огромное количество туристов и посетителей, генерируя сотни миллионов долларов. Данная промышленность уже стала важной частью экономической деятельности в данных городах.».
Хотя Гармент, а также другие районы, где сосредоточены швейные производства, находятся в упадке, есть много организаций, которые усердно работают, чтобы сохранить жизнь этим важным районам. Одной из таких организаций является Garment District Alliance, которая позиционирует этот район как стратегическое деловое место для швейных мастерских и предприятий, связанных с модой, и стремится увеличить приток прибыли в Гармент. К примеру, была оформлена Аллея славы моды на 7-й авеню, организованы фестивали искусств и информационный киоск, который предоставляет информацию о товарах и отраслевых услугах квартала профессионалам моды, студентам, любителям, посетителям и покупателям.
Члены Garment District Alliance выпустили партию чёрных футболок с надписью «Сохраним Гармент» с целью актуализации проблемы и привлечения в район новых предпринимателей, связанных с модой. Футболки можно купить в нескольких минутах ходьбы от Пенсильванского вокзала и Центрального вокзала. Наряду со снижением производства многие здания были выкуплены иными предприятиями, предоставляющих бухгалтерские и юридические услуги, компаниями, специализирующимися на связях с общественностью и высокотехнологичным производством. Таким образом в настоящее время район разделён примерно одинаково между ними и предприятиями, занятыми модным производством.
В период с 1990 по 2000 год население района выросло с 2 500 до 10 281 человек.

## Достопримечательности
- Мода Аллеи Славы — единственный постоянный ориентир, посвящённый американской моде[9].
- Статуя «зашивание кнопки иголкой» на перекрёстке 39 улицы и Седьмой авеню[8].
- Статуя Ральфа Крамена в униформе водителя автобуса.
- Здание банка «Гринвич Сейвингс».